# 阿默斯特學院

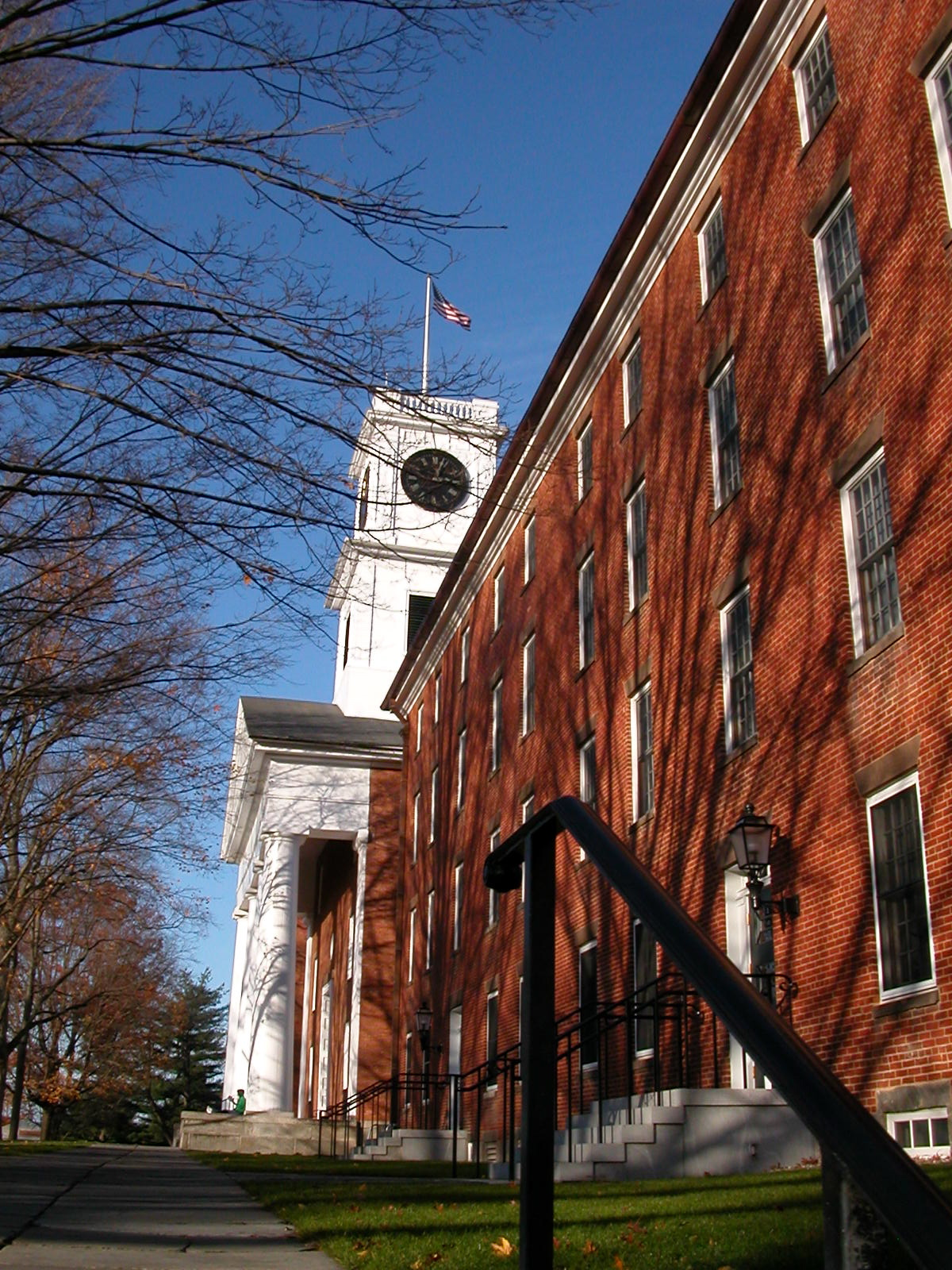
阿默斯特學院

阿默斯特學院（Amherst College，发音：/ˈæmərst/）位于美国马萨诸塞州，是麻省第三古老的高等教育机构，也是全美排名最高的文理学院之一。美国总统卡尔文·柯立芝、美国国务卿罗伯特·兰辛、经济学家埃德蒙·费尔普斯（现任美国哥伦比亚大学政治经济学教授）都是阿默斯特學院大学校友。

## 学术
阿默斯特学院與同位於新英格蘭的威廉姆斯学院及维思大学组成“小三强”（Little Three）。阿默斯特学院与先锋谷的其他四所学校（曼荷莲大学，史密斯学院，马萨诸塞大学阿默斯特分校，和罕布什尔学院）一同组成五校联盟，学生可交叉选课。